# Liu Bolin
Pour les articles homonymes, voir L'Homme invisible.
Liu Bolin (劉勃麟), né en 1973 dans la province de Shandong, Chine, est un artiste chinois. Il vit et travaille à Pékin.
Artiste performer, activiste et contestataire, connu internationalement pour ses photographies de lui-même dissimulé dans ses paysages, ce qui lui vaut le surnom de « l'homme invisible ».
Exposant dans les musées et galeries à travers le monde, ses œuvres les plus populaires sont Hiding in the city (« caché dans la ville »), une série photographique qui a débuté en tant que performance en 2006.

## Biographie
Initialement sculpteur, Liu obtient  un diplôme de sculpture en 1995. Il obtient premièrement sa licence en beaux-arts du Collège de Shandong Arts en 1995 puis son Master de beaux-arts de l'Académie centrale des Beaux-Arts de Pékin en 2001.
Puis il enseigne la sculpture pendant quatre ans et décide de venir à Pékin en 1999 pour deux années d'études supplémentaires à l'Institut des Beaux-Arts de Chine. Il appartient à la génération qui est arrivée à maturité dans les années 1990, lorsque la Chine a émergé des décombres de la Révolution culturelle et a commencé à profiter de la croissance économique rapide et une relative stabilité politique. Il se fait exproprier de son atelier le jour où le gouvernement chinois rase le quartier d'artistes dans lequel il habitait en 2005.
Sa première photo est une mise en scène devant les ruines de son atelier en 2006.
Depuis sa première exposition en solo à Pékin (1998), les travaux de Liu Bolin ont reçu une reconnaissance internationale. Parmi d'autres rendez-vous internationaux, ses photographies et sculptures ont été présentées dans les festivals majeurs de la  photographie contemporaine tel que le festival Les Rencontres d'Arles.
Il a également exposé en solo à la Dashanzi Art Zone de Pékin (2007), la galerie Bertin-Toublanc à Paris (2007), la galerie Eli Klein Fine Art à New York (2008), la galerie Boxart à Vérone (2008), ainsi que la Forma Fondation pour la photographie de Milan (2010).
En 2009, pour célébrer la venue du président américain Barack Obama en Chine, il a fait une effigie d'Obama en son honneur, baptisée Burning Man Obama,
Il est représenté en France par la galerie Paris-Beijing, par  Eli Klein Fine Art à New York, États-Unis et la Magda Danysz Gallery à Shanghai, en Chine.

### Les séries photographiques

#### China Report 2007
En réponse à l'évolution constante de la société chinoise, croissance rapide et développement, Liu Bolin  s'inspire des médias et crée des représentations de l'identité moderne et éphémère de la Chine : il crée sa série China Report 2007 (Rapport de la Chine 2007). Il sélectionne des photographies de journaux officiels qui couvrent des histoires de catastrophes environnementales, la construction d'infrastructures, la démolition et l'instabilité sociale et de transition. Liu Bolin cherche à ne pas présenter sa propre interprétation des changements de la Chine subis cette année-là. Il cherche à capter la présentation par les médias officiels chinois de ces modifications apportées à l'opinion publique chinoise. Liu, axé sur la contradiction apparente entre l'accent positif des médias chinois, relatif à la puissance de l'armée du pays, la compétence de son gouvernement et la couverture minimisée des catastrophes naturelles dévastatrices, ainsi que l'augmentation de  plus en plus problématique des questions sociales. En peignant ces photographies tirées des médias, Liu surpasse la simple documentation historique et explore les couches des sens acquis au sein de ces images. Il examine les moyens par lesquels les événements réels sont décrits et peuvent servir de nouvelles causes, montage alternatif de  l'ordre du jour des porte-paroles officiels et des interprétations des individus qui recherchent une identité constante dans une société en transition.

#### Hiding in the City(2009)
Dans son travail, Liu a toujours accordé une attention particulière aux divers problèmes sociaux qui accompagnent le développement économique rapide de la Chine, faisant de la politique sociale le cœur de ses commentaires picturaux. Dans Hiding in the City, Liu a fait une de ses concentrations de slogans, tel un outil pédagogique utilisé dans les sociétés communistes, soulignant que beaucoup de gens se sont habitués à des slogans au fil du temps et cessent d'accorder une attention consciente des effets de ces messages sur la  pensée publique. En peignant son corps dans certains de ces slogans, Liu oblige le spectateur à reconnaître les messages et, dans le processus, à réexaminer les circonstances de sa propre vie.
La série Hiding in the City a inspiré d'autres séries similaires à Liu Bolin. En particulier, Shadow qui s'appuie sur le concept même de l'impuissance de l'individu. Cependant, au lieu d'opposer l'individu face à la société, « Shadow » explore la relation de l'individu à son environnement naturel. Plutôt que de se peindre en arrière-plan de diverses constructions humaines, comme il le faisait dans Hiding in the City, Liu s'étale sur des surfaces pendant les périodes de pluie, afin de garder au sec l'espace juste en dessous de son corps. La surface plane ainsi créée par sa présence disparaît toujours rapidement quand Liu s'éloigne, démontrant la mesure à laquelle les gens sont impuissants face à  leur environnement.
Liu Bolin poursuit sa série de Pékin Hiding in the City avec deux séries dérivées de performances capturées à Venise et à New York. Il poursuit sa méthode de se peindre dans les paysages urbains et choisit Venise pour son importance au sein de la tradition de l'art occidental et New York pour la puissance des conflits sous-jacents entre les humains et les objets qu'ils créent.
Pour servir son projet, Liu se peint lui-même dans ces contextes socialement chargés tels que Wall Street et les carreaux du Mémorial du 11 septembre.

#### Hiding in New York(2011)
Après que le gouvernement chinois a détruit le village artistique de Suo Jia Cun en novembre 2005 (appelé « la plus grande concentration d'artistes chinois »), Liu Bolin crée sa série Hiding in New York (se cacher à New York ), série dans laquelle il incorpore les emblèmes de la ville américaine. Incité émotionnellement par la démolition de ce site, Liu décide d'utiliser son art comme un moyen de protestation silencieuse pour attirer l'attention sur le manque de protection des artistes chinois de la part de leur gouvernement. En utilisant son corps dans la pratique de la peinture sur lui-même dans différentes situations à Pékin, Liu créé un espace pour les artistes chinois, préservant leur statut social et soulignant leur relation souvent perturbée par leur environnement physique.

### Paris
En février 2012, la Galerie Eli Klein Fine Art, qui représente l'artiste, annonce un projet de collaboration entre Liu et les couturiers Jean-Paul Gaultier, Valentino, Lanvin et Missoni qui a été présenté en mars 2012 dans le magazine Harper 's Bazaar.
La Galerie Magda Danysz à Shanghai lui consacre pour la première fois une rétrospective composée du travail de l'artiste de ses débuts jusqu'à maintenant. La plupart des œuvres exposées sont issues de son projet Hiding in the City. L'exposition se déroule du 7 juillet 2012 au 31 août 2012.
En 2012, il participe à la campagne d'UNICEF en Chine avec une série de photographies Don't ignore me, qui reprend un travail réalisé préalablement en confondant le sujet avec son environnement.
Il réalise la même année une performance avec l'artiste Rero à la Backslash gallery.
En mars 2015 à Paris, il met en scène 17 personnes lors de la soirée de vernissage de son exposition, peignant sur elles et non sur lui,.
En mars 2017, il participe à une campagne de publicité photographiée par la photographe américaine Annie Leibovitz pour les vêtements Moncler.
En mars 2018 au Grand Palais, au sein d'une installation « Reveal the (IN) VISIBLE », il présente sur caissons lumineux de grandes dimensions  huit photos pour le champagne Ruinart réalisées avant les vendanges de septembre 2017.

## Expositions

### Personnelles
- 2019 Hiding on the 38th parallel north, Galerie Paris-Beijing, Paris, France
- 2019 Liu Bolin - Visible Invisible, Museo delle Culture, Milan, Italie
- 2018 Hiding in the City, 29 juin au 16 septembre, DIDAM, Bayonne
- 2018 Liu Bolin - Le Théâtre des Apparences, Musée de l'Élysée, Lausanne, Suisse
- 2018 The Invisible Man in Tel aviv, Aout , Gallery 32 , Tel aviv, Israël
- 2017 Liu Bolin, Maison Européenne de la Photographie, Paris, France

- 2015 The Hacker Series, mai-juin, Magda Danysz Gallery, Shanghai, Chine
- 2013 Camouflages Urbains, février-mars, Fondation Espace Écureuil, Toulouse
- 2012 « Liu Bolin Solo Show : 2006 to 2012 retrospective » - Magda Danysz Gallery, Shanghai, Chine
- 2012 Lost in Art (Perdu dans l'Art) (galerie Eli Klein, New York, Paris - Moscou (fin en mai 2012)[11]
- 2011 Hiding in the city (caché dans la ville) galerie Paris-Beijing, Paris, avril 2011
- 2011 The Invisible Man, (L'homme Invisible) Fotografiska, Stockholm, du 2 juillet au 11 septembre 2011
- 2011 « The Invisible Man », Eli Klein Fine Art, New York, États-Unis
- 2011 « The Invisible Man », Vänermuseet, Lidköping, Suède
- 2011 « Hiding in Italy », Forma Centro Internazionale Di Fotografia, Milano, Italie
- 2010 « Hiding in the City », Musée des beaux-arts de Caracas, Venezuela
- 2010 Sunshine International Art Museum, Songzhuang, Pékin, Chine
- 2010 « On Fire », (En feu) Eli Klein Fine Art, New York, NY
- 2008 « China Report 2007 », Eli Klein Fine Art, New York, NY
- 2007 « Sculpture », Dashanzi Art Zone, Pékin, Chine
- 2007 « Distortion », Dashanzi Art Zone, Pékin, Chine
- 1998 Haiyang Works Exhibition, Yantai, Chine

### Collectives
- 2019-2020 Je mange donc je suis, Musée de l'Homme, Paris, France
- 2011 Fotográfica Biennale, Museo de Fotografía, Bogotá, Colombie
- 2011 « Black and White », Zero Field Art Center, Pékin, Chine
- 2010 « The Right to Protest », Museum on the Seam, Jerusalem, Israël
- 2010 « Reflection of Minds », Shanghai MoCA, Shanghai, Chine
- 2010 « Passing China », Sanatorium, Istanbul, Turquie
- 2010 « HomeLessHome », Museum on the Seam, Jerusalem, Israël
- 2010 « Armed & Dangerous: Art of the Arsenal », Berkshire Museum, Pittsfield, MA
- 2009-10 « Animamix Biennial », Shanghai MoCA, Shanghai, China; Today Art Museum, Pékin, Chine ; Guangdong *Museum of Art, Guangzhou, Chine
- 2009 « Shore – Contemporary Academy Sculpture Exhibition », Moon River Art Museum, Pékin, Chine
- 2009 « Blank – Making China », Zhongjian Art Museum, Pékin, Chine
- 2009 « International Contemporary Art Invitational Exhibition », Seoul Art Museum, Seoul, Corée
- 2009 « Erotic – Contemporary Art Invitational Exhibition », Dadi Rui City Exhibition Center, Jinan, Chine
- 2009 « The Big World: Recent Art from China », Chicago Cultural Center, Chicago, États-Unis
- 2009 « Passing By China », Eli Klein Fine Art, New York, NY
- 2009 « Camouflage », La Casa Encendida, Madrid, Espagne
- 2008 « Mixed Maze – Group Photography Exhibition », Red Mansion Foundation, Londres, Royaume-Uni
- 2008 « New Middle Kingdom », Royal Liver Building, Liverpool, Royaume-Uni
- 2008 « Force-Form », International Contemporary Art Exhibition, Bridge Art Center, Pékin, Chine
- 2008 « Sunshine International Art Museum », Songzhuang, Pékin, Chine
- 2007 « Olympic Landscape Sculpture Exhibition », Pékin, Chine
- 2007 « Les Rencontres d'Arles », Arles, France
- 2007 « Made in China - Chinese Contemporary Art », Shanghai Duolun Museum of Modern Art, Shanghai, Chine
- 2007 « Union - Exhibition of Chinese and Chile Artists », No. 1 China Art Base, Pékin, Chine
- 2007 « Union in June », Chinese Performance Art Exhibition, Songzhuang, Pékin, Chine
- 2007 « Resettling - Suo Jia Village Modern Art Exhibition », Beijing International Arts Camp II Ka Tsuen, Pékin, Chine
- 2007 « The First ‘Breathing’ - Shandong Modern Art Exhibition », Shandong Museum, Shandong, Chine
- 2006 Songzhuang Art Festival, Songzhuang Art Zone, Pékin, Chine
- 2006 « Qingzhou International Contemporary Art Exhibition », Qingzhou Museum, Shandong, Chine
- 2006 « Third Contemporary Art Exhibition », Sunshine International Museum, Pékin, Chine
- 2006 « Contemporary Art Exhibition of Dismantle », Xiyuantianlu Business Hotel, Pékin, Chine
- 2005 « Beijing Calligraphy Exhibition », Maside Art Center, Pékin, Chine
- 2005 « Lead Times », Chang Chau Chinese Contemporary Sculpture Exhibition, Tianjin Harbor Plaza, Tianjin, Chine
- 2005 « Di-Di-Dismantle », Beijing International Arts Camp II Ka Tsuen, Pékin, Chine
- 2005 « Considerable », West Lake International Sculpture Exhibition, Hangzhou Fine Art Museum, Hangzhou, Chine
- 2001 « The Second Invitational Sculpture Exhibition of Contemporary Young Sculptors », Hangzhou Fine Art Museum, Hangzhou, Chine
- 2001 « Works Exhibition », The First China Sculpture Competition, Chine
- 2000 « The Second Metals Work Exhibition », Central Academy of Fine Arts, Pékin, Chine

## Sculptures
- Série Red Hand (La main rouge) (2006) (céramiques)
- Burning Man Obama (Obama, l'homme qui brûle) (2009)
- Série « grands personnages rouges » (2008) (résine peinte)
- Warrior (guerrier) (2008) (Bronze)